# Символы Северной Македонии
Символы Северной Македонии после получения независимости Республики Македонии от Югославии нашли свое отражение в новой государственной символике. Флаг республики менялся два раза и сегодня на флаге Республике изображены восемь лучей солнца на красном фоне. Герб остался тем же, что и в Социалистической Республике Македонии, была лишь убрана красная звезда.

## Национальный флаг

Национальный флаг

На флаге Северной Македонии изображено стилизованное желтое солнце на красном поле, с восемью расширяющимися лучами, отходящими от центра к краю поля. Флаг был создан художником Мирославом Грчевым и был принят 5 октября 1995 года после годичного экономической блокады со стороны Греции для того, чтобы заставить Республику Македония снять древнее Македонское солнце с флага. Красный и желтый — основные цвета, представляющие Республику Македонию с конца Второй Мировой войны. Восемь солнечных лучей олицетворяют «новое солнце свободы», упоминаемое в тексте национального гимна Республики Македония. Тем не менее, многие Македонцы считают Солнце на флаге признаком Македонцев (этноса) и македонской диаспоры.

## Герб

Герб

Герб Северной Македонии состоит из двух изогнутых гирлянд из снопов пшеницы, табачных листьев и опийного мака, привязанных лентой, украшенной вышивкой на традиционные македонские народные мотивы. В центре герба с яйцевидными рамками изображены горы, озеро и Восход Солнца. Эти компоненты герба представляют собой «богатство страны и ее борьбы и свободы». Вся композиция герба с узором не имеет аналогов в исторической геральдике Македонии. Восходящее Солнце на гербе символизирует свободу, горы и вода — гору Корабит и реку Вардар. Эмблема содержит маковые коробочки; мак привезли в Македонию в Османской империи в первой половине 19 века.

## Гимн
Гимн Северной Македонии — Денес над Македонија (русский перевод: «Македония сегодня») Тодора Скаловского и слова Владо Малеско были написаны в 1941 году. Первоначально музыку гимна исполняли, как популярную песню Македонцев во времена Социалистической Республики Македонии в составе Югославии. Позже песня была официально принята, как гимн независимой Республики Македонии.

## Неофициальные символы

Флаг Республики Македония в период с 1992 по 1995 год

- Вергина флаг (официальный флаг с 1991 по 1995 год) — стилизованное желтое солнце, по центру на красном поле с восемью основными и восемью промежуточными лучами, исходящими от солнца, ссужающимися в точку. Вергине солнце — 16-лучевая звезда с королевского погребения Филиппа II Македонского, обнаруженная в Вергине, Греция. Этот символ был связан с македонскими царями, такими как Александр Македонский и Филипп II и был использован как символ в греческом искусстве задолго до Македонского периода. Символ был обнаружен в греческой провинции Македония, греки считают его исключительно греческим символом. Греция подала иск о защите символа, как товарного знака во Всемирную организацию интеллектуальной собственности (ВОИС) в июле 1995 года.[7][8][9] Тем не менее, Вергина солнце по-прежнему используется неофициально в качестве национального символа многими Македонцами и организациями македонской диаспоры.

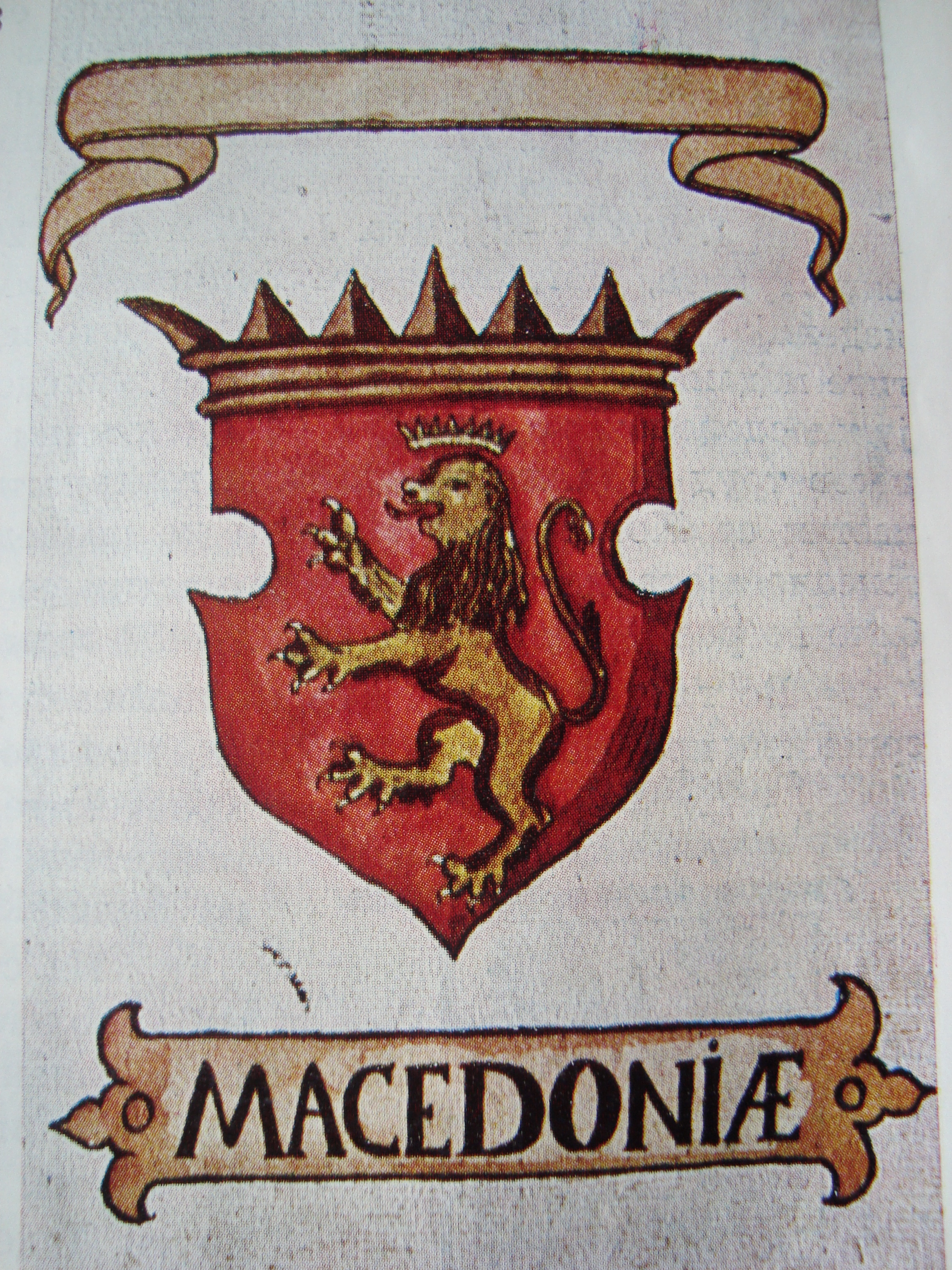
Символ Льва в Fojnica Armorial, 1340

- Македонский Лев впервые появился в Fojnica Armorial в 1340 году.[10] На гербе изображена корона, внутри нее — желтый коронованный Лев, изображенный стоящим на красном фоне. Внизу изображена лента с красной и желтой каймой и надписью «Македония». Возможен также вариант — красный Лев на золотом фоне. Использование Льва с надписью «Македония» проводилось в зарубежных геральдических коллекциях на протяжении 15-18-го веков.[11][12] Лев был также использован в 19 веке Македонской Революционной организацией. После того, как Республика Македония провозгласила независимость, Мирослав Грцева (Grčev) предложил заменить нынешний герб на герб с золотым Львом на красном щите, но это предложение не прошло.